# Volleybalvereniging De Meeuwen
De Meeuwen is een volleybalvereniging in het Groningse Zuidhorn. De vereniging  werd opgericht in het jaar 1954, en ontstond uit gymnastiekvereniging "De Vogels". Thuisbasis van de vereniging is Sporthal Quicksilver S aan de Sportlaan in Zuidhorn, ook worden er trainingen gehouden in het zaaltje aan de Admiraal Helfrichstraat te Zuidhorn en het zaaltje in Noordhorn. Dit om aan de trainingscapiciteit te voldoen. Voor de leden is er de mogelijkheid recreatief én op hoog niveau te volleyballen. Er zijn zowel teams voor volwassenen als voor de jeugd; spelers komen van relatief ver (onder andere Friesland) om aan de jeugdopleiding van de Meeuwen mee te doen.
De jeugd speelt op hoog niveau, in 2007 kwamen de Jongens A, Jongens B en Meisjes A in de hoogste jeugdcompetitie terecht. Meisjes B werd in het seizoen van 2006-2007 2e van Nederland, Jongens B werd 5e. Ook werd de halve finale van de ASICS Open behaald. De jeugd van de Meeuwen speelde in 2007 al geruime tijd op landsniveau.
Op 23 april 2011 won het eerste herenteam van De Meeuwen de regiobeker, voor zover bekend de eerste keer in de geschiedenis van de club. Als beloning mocht het team in het seizoen erop op Nationaal niveau uitkomen. Tot ieders grote verrassing werd de voorronde voor de Nationale Beker op 17 september 2011 een groot succes; in de thuishal Quicksilver S werden Emmen '95 en VTC Woerden verslagen (beide 2e divisie). De Meeuwen gaan daarmee door naar de volgende ronde van de Nationale Beker.

## Clublied
Als gevolg van de ASICS Open 2005 is er door een jeugdlid (Eric Veldwiesch) een clublied geschreven (hoewel het nummer in eerste instantie niet bedoeld was als clublied), op de melodie van het Grönnens Laid.